# Christa Spannbauer

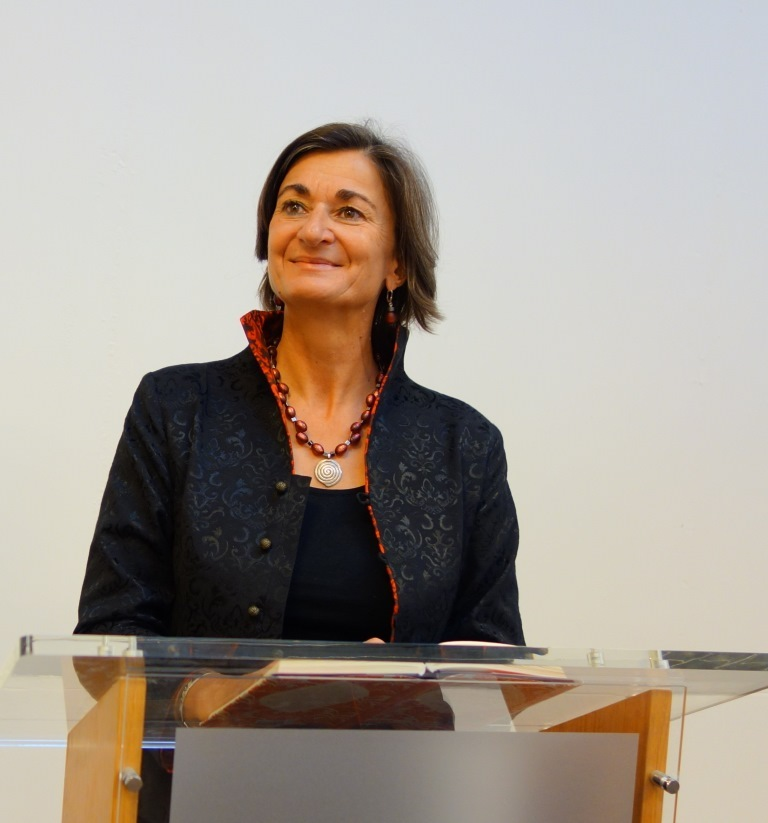
Christa Spannbauer

Christa Spannbauer (* 2. Juni 1963 in Lichtenfels, Oberfranken) ist eine deutsche Autorin, Rednerin und Filmemacherin.

## Werdegang
Nach zehnjähriger Tätigkeit als Altenpflegerin absolvierte Spannbauer auf dem zweiten Bildungsweg ihre Hochschulreife und studierte deutsche und englische Literaturwissenschaft am Trinitiy College in Dublin sowie an der Universität Würzburg. Ihr Studium schloss sie 1999 als Magistra Artium (M.A.) ab. 
Nach dem Studium arbeitete sie als selbstständige Kommunikationstrainerin. Von 2003 bis 2009 war sie Öffentlichkeitsbeauftragte des Seminarzentrums Benediktushof in Holzkirchen und persönliche Assistentin des Zen-Meisters und Benediktiners Willigis Jäger. Sie organisierte Kongresse zu Philosophie, Psychologie und Theologie mit Wissenschaftlern und Weisheitslehrern aus aller Welt. 
2009 zog sie nach Berlin, wo sie sich als Autorin und Journalistin selbstständig machte.

## Wirken
In ihren Büchern und Artikeln geht Spannbauer der Frage nach einem gelingenden Leben auf den Grund und erforscht, wie die Weisheitswege aus Ost und West den Menschen darin unterstützen können. Ihre Zen- und Achtsamkeitspraxis sowie ihre Ausbildung zur Dozentin für achtsamkeitsbasiertes Mitgefühlstraining unterstützen sie darin. Sie hält Lesungen, Vorträge und Workshops.  
2011 drehte sie gemeinsam mit Thomas Gonschior und Ulrich Bohnefeld für die 3sat-Sendung Scobel  den 30-minütigen Beitrag „Wie aus dem Albtraum Stärke wird. Überlebende des Holocaust berichten“.  
In dem Film „Mut zum Leben – Die Botschaft der Überlebenden von Auschwitz“ porträtierte sie gemeinsam mit Thomas Gonschior die Shoah-Überlebenden Jehuda Bacon, Esther Bejarano, Éva Fahidi und Greta Klingsberg. Die Erstausstrahlung der 45-minütigen Fernsehfassung fand 2013 in 3sat statt. Eine 60-minütige Dokumentation gibt es seit 2013 als DVD. 
In Filmgesprächen und Vorträgen gibt sie seitdem die Botschaft der Überlebenden weiter. 
Spannbauer ist als Mentorin an der Akademie für Potenzialentfaltung von Gerald Hüther tätig, um die Zivilcourage von jungen Menschen zu stärken. Sie ist ausgebildete Hospizmitarbeiterin.

## Publikationen

### Als Autorin
- Sei gut zu dir. Die Kunst der Selbstliebe. Herder, München 2016, ISBN 978-3-451-07200-0.
- mit Katharina Ceming: Denken macht glücklich. Wie gutes Leben gelingt. Europa, München 2016, ISBN 978-3-95890-049-3.
- Der Stimme des Herzens vertrauen. Erfüllt und achtsam leben.  Herder, München 2015, ISBN 978-3-451-31059-1.
- mit Katharina Ceming: Der spirituelle Notfallkoffer. Erste Hilfe für die Seele. Trinity, München 2015, ISBN 978-3-95550-097-9.
- mit Thomas Gonschior: Mut zum Leben. Die Botschaft der Überlebenden von Auschwitz. Europa, München 2014, ISBN 978-3-944305-57-8.
- 40 Tage Achtsamkeit. Impulse für eine etwas andere Fastenzeit. Herder, München 2015, ISBN 978-3-451-31574-9.
- mit Gerald Hüther: Connectedness. Warum wir ein neues Weltbild brauchen. Huber, Bern 2012, ISBN 978-3-456-85083-2.
- Im Haus der Weisheit. Kösel, München 2008, ISBN 978-3-466-36819-8.
- Nebelkinder. Kriegsenkel treten aus dem Traumaschatten der Geschichte. Hrsg. Joachim Süß und Michael Schneider. Europa, München 2015, ISBN 978-3-944305-91-2.

### Als Herausgeberin
- Linda Lehrhaupt: Die Wellen des Lebens reiten. Mit Achtsamkeit zu innerer Balance. Kösel, München 2012, ISBN 978-3-466-30943-6.
- Willigis Jäger: Über die Liebe. Kösel, München 2008, ISBN 978-3-466-36842-6.
- Konstantin Wecker, Bernard Glassman: Die revolutionäre Kraft des Mitgefühls. Goldmann, München 2013, ISBN 978-3-442-22034-2.

## Film
- Mut zum Leben – Die Botschaft der Überlebenden von Auschwitz. Mit Thomas Gonschior. Absolut medien 2013